# Дванадцять місяців (книга-календар)
«Дванадцять місяців» — українська збірка дитячих оповідань та казок (офіційно "книга-календар), що видається щорічно з 1958 року, спершу в Дитвидаві,далі в 1964 році, починаючи з примірника на 1965 рік, у видавництві Веселка, на 2014 р. у видавництві «Ранок», на 2016 — знову у «Веселці»
Назва збірки походить з російської казки-п'єси Самуїла Маршака Дванадцять місяців, вперше виданої у 1942—1943 роках. 
В різні роки у альманасі було опубліковано твори Грицька Бойка, Володимира Сосюри, Михайла Стельмаха, Платона Воронька та багатьох інших вітчизняних і зарубіжних письменників. 
Альманах ілюстрували А.П.Василенко, В.В.Голозубів та інші 
| Обкладинка                               | Календар на рік | Кількість сторінок | Наклад     | Редактори                         | Видавництво | Примітки, ISBN |
| ---------------------------------------- | --------------- | ------------------ | ---------- | --------------------------------- | ----------- | --- |
|                                          | 1959            | 240                | 50000      | О. В. Буцень, Є. А. Горева        | Дитвидав    | |
|                                          | 1960            |                    |            |                                   | Дитвидав    | |
|                                          | 1961            |                    |            |                                   | Дитвидав    | |
|                                          | 1962            | 160                | 45000      |                                   | Дитвидав    | |
|                                          | 1963            |                    | 50000      | О.В.Буцень                        | Дитвидав    | Обкладинка: Л.Семенова |
|                                          | 1964            | 160                | 50000      | О.В.Буцень                        | Дитвидав    | Обкладинка: В.А.Євдокименко                                                                                                |
|                                          | 1965            | 160                |            |                                   | Веселка     | |
|                                          | 1966            | 192                | 75000      |                                   | Веселка     | |
|                                          | 1967            | 192                |            |                                   | Веселка     | |
| Обкладинка 1968                          | 1968            | 191                | 50000      | Є. А. Горева                      | Веселка     | Твори: П.Воронько, М.Пригара, О.Олесь, Ю.Чеповецький, Н.Забіла та ін. Ілюстрації: С.К.Артюшенко, Бе-Ша, А.Василенко та ін. |
|                                          | 1969            | 192                |            |                                   | Веселка     | |
|                                          | 1970            | 192                | 50000      |                                   | Веселка     | |
|                                          | 1971            | 143                | 50000      |                                   | Веселка     | |
|                                          | 1972            | 192                | 100000     |                                   | Веселка     | |
|                                          | 1973            | 190                | 100000     |                                   | Веселка     | |
|                                          | 1974            | 192                | 50000      | Б.Чайковський                     | Веселка     | |
| Обкладинка 1975                          | 1975            | 191                | 150000     | Г. М. Тютюнник                    | Веселка     | |
| Обкладинка 1976                          | 1976            | 192                | 100000     | Тіна Гаврилівна Качалова          | Веселка     | |
| Обкладинка 1977                          | 1977            | 192                | 150000     | Т. Г. Качалова                    | Веселка     | |
| Обкладинка 1978                          | 1978            | 192                | 100000     | Т. Г. Качалова                    | Веселка     | |
| Обкладинка 1979                          | 1979            | 192                | 100000     | Т. Г. Качалова                    | Веселка     | |
| Обкладинка 1980                          | 1980            | 192                | 100000     | Т. Г. Качалова                    | Веселка     | |
| Обкладинка за 1981 рік                   | 1981            | 192                | 100000     | Т. Г. Качалова                    | Веселка     | |
| Обкладинка книги Дванадцять місяців 1982 | 1982            | 192                | 100000     | Т. Г. Качалова                    | Веселка     | |
| Обкладинка 1983 рік                      | 1983            | 192                | 100000     | Т. Г. Качалова                    | Веселка     | |
| Обкладинка 1984                          | 1984            | 192                | 100000     | Т. Г. Качалова                    | Веселка     | |
| Обкладинка 1985                          | 1985            | 192                | 10000      | Т. Г. Качалова                    | Веселка     | |
| Обкладинка 1986                          | 1986            | 192                | 100000     | Т. Г. Качалова                    | Веселка     | |
|                                          | 1987            | 192                | 100000     | А. Л. Качан                       | Веселка     | |
| Обкладинка 1988                          | 1988            | 192                | 100000     | В. Й. Клічак                      | Веселка     | |
| Обкладинка 1989                          | 1989            | 192                | 100000     | Т. Г. Качалова                    | Веселка     | ISBN 5-301-00110-8 |
| Обкладинка 1990                          | 1990            | 192                | 100000     | Т. Г. Качалова                    | Веселка     | ISBN 5-301-00414-X |
| Обкладинка 1991                          | 1991            | 190                | 100000     | М. Ф. Слабошпицький               | Веселка     | ISBN 5-301-00623-1 |
| Обкладинка 1992                          | 1992            | 190                | 100000     | М. Ф. Слабошпицький               | Веселка     | ISBN 5-301-00924-9 |
|                                          | 1993            | 191                | 100000     | М. Ф. Слабошпицький               | Веселка     | ISBN 5-301-01101-4 |
|                                          | 1994            | 192                | 100000     | В.Скуратівський                   | Веселка     | ISBN 5-103-01434-X |
|                                          | 1996            | 192                | 20000      | М. Ф. Слабошпицький, О.Макаренко  | Веселка     | ISBN 5-301-01707-1 |
|                                          | Видано 1999     | 160                | 10000      | Ольга Степанівна Яремійчук        | Веселка     | ISBN 966-01-0104-X |
| Обкладинка 2001                          | 2001            | 192                | 10000      | Т. Г. Качалова                    | Веселка     | Твори: Леся Українка, Дмитро Павличко,А.Костецький, Ліна Костенко та ін. ISBN 966010183Х                                   |
|                                          | 2014            | 192                | Не вказано | Каспарова Юлія Вадимівна і ще 2-є | Ранок       | ISBN 978-617-09-1516-0 |
|                                          | 2016            | 200                | 2000 1000  | Т. Бойко                          | Веселка     | ISBN 978-966-01-0453-2, ISBN 978-966-01-0478-5 (2 вид.)                                                                    |

1. ↑  Буцень Олег Васильович - Читання. Архів оригіналу за 9 червня 2022.
2. ↑  Головна сторінка Національної бібліотеки України для дітей. www.chl.Kiev.ua. 24.12.18. Архів оригіналу за 24 квітня 2022.